# Levántate Rosalía

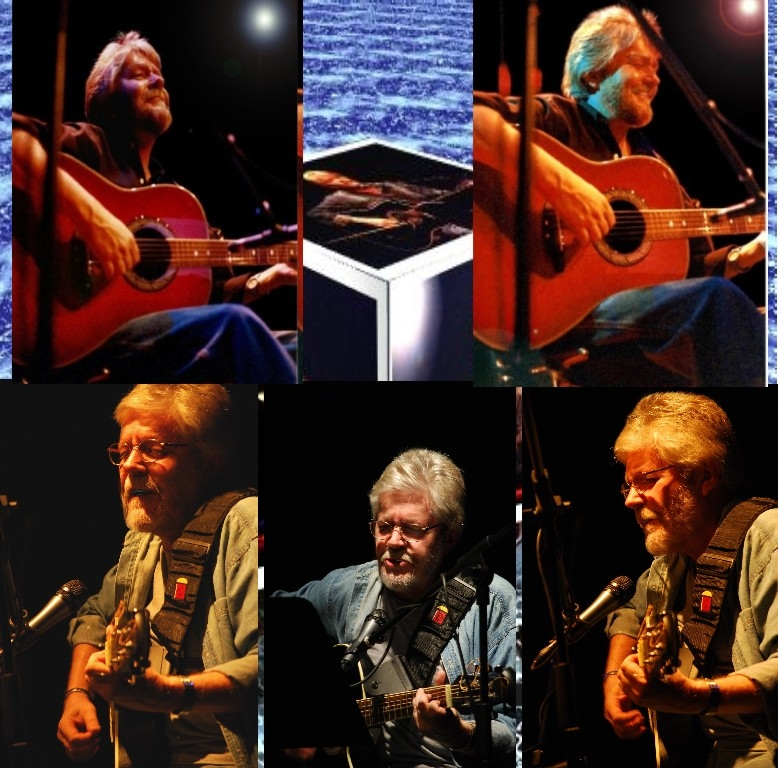
Xulio Formoso en concierto.

Levántate Rosalía fue un álbum basado enteramente en uno de los libros más populares de Venezuela: Humor y amor de Aquiles Nazoa "El Ruiseñor de Catuche" y el primer disco de Formoso en donde las composiciones fueron elaboradas sobre ritmos tradicionales venezolanos de diferentes regiones: malagueña y galerón margariteños, merengue caraqueño y aires cañoneros, corrío llanero y hasta un vallenato en el más clásico estilo del Valledupar colombiano. Xulio Formoso y Luís Suárez de Los Guaraguao comenzaron a trabajar sobre la idea a comienzos de 1976 junto con el propio Aquiles Nazoa. A raíz de la infortunada muerte del poeta en abril de ese año las grabaciones se posponen hasta julio y culminan en agosto con la asesoría de Aníbal Nazoa, hermano menor de Aquiles y gran escritor, poeta y humorista él mismo también. El disco salió al mercado en septiembre. En él participaron también Franklin Mejías del Grupo Ahora y Antonio Alcalá de La Rondalla Venezolana. La portada y contraportada fueron especialmente realizadas por Pedro León Zapata para este disco. Es el único álbum dedicado enteramente a la obra de uno de los poetas y humoristas más importantes de Venezuela de todos los tiempos. 

## Canciones
Lado A
1. Kennel Club (Aquiles Nazoa; Xulio Formoso)
2. Se embromó Colón (Aquiles Nazoa; Xulio Formoso)
3. Elegía al tranvía (Aquiles Nazoa; Xulio Formoso)
4. Nuestras musas trasnochadas (Aquiles Nazoa; Xulio Formoso)
5. Corrío del Comecandela (Aquiles Nazoa; Xulio Formoso)

Lado B
1. El último pandehornero (Aquiles Nazoa; Xulio Formoso)
2. Serenata a Rosalía (Aquiles Nazoa; Xulio Formoso)
3. Lluvias (Aquiles Nazoa; Xulio Formoso)
4. Consideraciones acerca de la educación de los cochinos (Aquiles Nazoa; Xulio Formoso)
5. Amor cuando yo muera (Aquiles Nazoa; Xulio Formoso)

## Músicos
- Xulio Formoso: Guitarra, Voz
- Luís Suárez: Guitarra, Cuatro, Flauta, Melódica, Voz
- Franklin Mejías: Mandolina, Cuatro
- Antonio Alcalá: Bajo, Percusión

## Créditos
- Diseño y dibujos: Pedro León Zapata
- Grabación: Francisco González y Hugo Manzini
- Mezcla: Hugo Manzini
- Lugar y fecha de grabación: Estudios Fidelis. Julio y agosto de 1976
- Producción: Ana Avalos

- Datos: Q11688980